# Jonas Brothers
Los Jonas Brothers es un grupo estadounidense de música pop rock originario de Wyckoff, Nueva Jersey, y compuesto por tres hermanos: Kevin Jonas (Paul Kevin Jonas II, n. 1987), Joe Jonas (Joseph Adam Jonas, n. 1989) y Nick Jonas (Nicholas Jerry Jonas, n. 1992).
La carrera de los hermanos Jonas comenzó en 2005, cuando firmaron contrato con Columbia Records, sello discográfico con el que grabaron y lanzaron su álbum debut It's About Time. A causa del bajo éxito del álbum, los Jonas Brothers fueron expulsados de Columbia Records y se unieron a Hollywood Records, sello discográfico perteneciente a The Walt Disney Company. Junto a su nueva compañía discográfica, lanzaron un álbum homónimo, el cual debutó en la posición 5 en la lista Billboard 200. El primer sencillo del álbum, lanzado el 12 de marzo de 2007, fue «Year 3000», una versión del sencillo lanzado por el grupo Busted en 2003. «Year 3000» de Busted alcanzó la posición 31 del Billboard Hot 100, siendo este el primer sencillo de la banda que logró entrar en una lista musical. Le siguieron los lanzamientos de «Hold On», «S.O.S.» y «When You Look Me in the Eyes».
En junio de 2008, la banda participó en Camp Rock. El 12 de agosto de 2008, lanzaron su tercer álbum, A Little Bit Longer, que debutó en las primeras posiciones de las listas de Estados Unidos y Canadá. El primer sencillo de este álbum fue «Burnin' Up», el cual alcanzó la posición 5 del Billboard Hot 100, la más alta alcanzada por un sencillo de la banda en Estados Unidos. «Lovebug» y «Tonight» fueron los siguientes sencillos del álbum, alcanzando las posiciones 49 y 8 en el Billboard Hot 100, respectivamente.
En febrero de 2009, la banda grabó su propia película, The 3D Concert Experience, y lanzó la banda sonora, Music from the 3D Concert Experience, tres días antes del estreno de la película. Lines, Vines and Trying Times, su cuarto álbum, fue lanzado el 15 de junio de 2009 y su primer sencillo, «Paranoid», fue lanzado el 29 de abril del mismo año, debutando en las posiciones 37 y 47 en las listas de Estados Unidos y Canadá, respectivamente. «Fly With Me» y «Keep it Real» fueron lanzados como segundo y tercer sencillo del álbum.
En 2010, los Jonas Brothers lanzaron dos bandas sonoras; la primera, Jonas L.A., fue lanzada el 13 de julio de 2010 para promocionar la segunda temporada de su serie de televisión transmitida por Disney Channel, Jonas L.A., y la segunda, Camp Rock 2: The Final Jam, fue lanzada el 11 de agosto de 2010 como parte de la película del mismo nombre. «L.A. Baby (Where Dreams Are Made Of)» fue el primer y único sencillo de la banda sonora Jonas L.A., pero la canción no entró en ninguna lista musical.
El 30 de octubre de 2013 anunciaron su separación definitiva en el programa de televisión estadounidense Good Morning America. El 1 de noviembre se despidieron de sus seguidores a través de un comunicado en su cuenta de Facebook.
En febrero de 2019 anunciaron su regreso como banda a los escenarios, a través de una confirmación hecha por The Sun en una nota en su página web y, posteriormente, con el anuncio de su sencillo «Sucker» por medio de sus redes sociales.

## Historia

### 1999-2005: Nick Jonas: descubrimiento y álbum en solitario
La banda inició como un proyecto en solitario de Nicholas Jonas. A la edad de siete años, Nicholas comenzó a actuar en Broadway, donde participó en varias obras, como A Christmas Carol en 2000 en el papel de Tiny Tim, Annie Get Your Gun en 2001 como Little Jake, Beauty and the beast en 2002 como Chip y Les Misérables en 2003 como Gavroche. Después de Les Misérables, Nicholas actuó en The Sound of Music como Kurt.

### 2006-2007:It's About TimeyJonas Brothers
Después de firmar con Columbia, los hermanos consideraron llamar al grupo «Son of Jonas» antes de decidirse por «Jonas Brothers». A lo largo de 2005, Jonas Brothers participó en varias giras, siendo acto de apertura de conciertos de artistas como Jump5, Kelly Clarkson, Jesse McCartney, Backstreet Boys y The Click Five. La banda pasó el resto de 2005 en una gira antidrogas junto Aly & AJ y The Cheetah Girls. También abrieron algunos conciertos de The Veronicas a principios de 2006. Para su primer álbum, titulado It's About Time, la banda trabajó con varios compositores, tales como Adam Schlesinger de Fountains of Wayne, Michael Mangini, quien trabajó con Joss Stone, Desmond Child quien compuso y produjo música para Aerosmith y Bon Jovi, Billy Mann y Steve Greenberg. It's About Time iba a ser lanzado inicialmente en febrero de 2006, pero la fecha fue postergada varias veces. Para el álbum, Jonas Brothers hizo dos versiones de conocidas canciones de la banda británica Busted; «Year 3000» y «What I Go to School For».
El primer sencillo de Jonas Brothers, «Mandy», fue lanzado el 27 de diciembre de 2005. El vídeo musical del sencillo fue mostrado en Total Request Live de MTV el 22 de febrero de 2006. Otra canción de la banda, «Time For Me To Fly», fue incluida en la banda sonora de la película Aquamarine. En marzo de 2006, «Mandy» fue incluida en la película de TV de Nickelodeon Zoey 101: Spring Break-Up y también en la banda sonora de la serie de TV Zoey 101, Zoey 101: Music Mix, donde Nick Jonas es acreditado como el intérprete de la canción.
El jueves 18 de enero del 2007, un boletín oficial del sitio de MySpace anunció que ya no formarían más parte de Columbia Records. Por ello, firmaron para Hollywood Records con quien grabaron un nuevo álbum que salió a la venta el 7 de agosto del 2007.
Su segundo álbum fue puesto a la venta el 7 de agosto del 2007. Alcanzó el número 5 en el ranking Billboard Hot 200 en su primera semana. Alrededor de esta misma fecha se publicaron dos sencillos: «Hold On» y, dos semanas después, «S.O.S.» junto con la publicación del nuevo álbum. Participaron en la gira Best of Both Worlds de cincuenta y cuatro fechas con Miley Cyrus en Norteamérica, comenzando el 8 de octubre de 2007 y concluyendo el 9 de enero del 2008 en Albany, Nueva York. El 25 de junio de 2006, los Jonas Brothers comenzaron su Pro-theme Tour, el Marvelous Party Tour, en Lodi Nueva Jersey, en el que promovieron su segundo álbum, Jonas Brothers. Luego se sumaron a Miley Cyrus; el tour duró varios meses y finalizó el 21 de octubre de 2006 en Columbia, Carolina del Norte. Del 18 de octubre de 2007 al 9 de enero de 2008, los Jonas Brothers abrieron actos para Miley Cyrus en sus cincuenta y cuatro fechas del Best of Both Worlds Tour. Los Jonas comenzaron en St. Louis (Misuri) y finalizaron en Albany (Nueva York). Sus actos fueron dirigidos por Kenny Ortega y coreografiados por Paul Becker. Los Jonas Brothers también aparecieron en Hannah Montana & Miley Cyrus: Best of Both Worlds Concert, publicado el 1 de febrero de 2008. En la película, los Jonas interpretaron «When You Look Me in the Eyes», «Year 3000» y su dueto con Hannah Montana, «We Got the Party».
Para continuar la promoción de este álbum comenzaron la gira Look Me In the Eyes Tour inició el 31 de enero de 2008 en el Tucson Convention Center Music Hall en Tucson (Arizona) y terminó el 22 de marzo de 2008, en el Izod Center en East Rutherford (Nueva Jersey).

### 2008-2009:A Little Bit LongeryLines, Vines and Trying Times
A Little Bit Longer es el tercer álbum de Jonas Brothers, el cual salió a la venta en Estados Unidos el 12 de agosto. The Jonas Brothers abrieron actos para Avril Lavigne en la manga europea para su Best Damn Thing Tour. Ellos comenzaron el tour el 26 de mayo de 2008 en The Glasgow Academy en Glasgow (Escocia) y finalizaron el 28 de junio de 2008 en The Annexe en Estocolmo. Lavigne fue co-headlining en algunas fechas del Burning Up Tour.[cita requerida]
Los Jonas Brothers comenzaron su Burning Up Tour, promoviendo su tercer álbum de estudio A Little Bit Longer, en el cual se decidieron a viajar por casi todo el mundo, a lado de sus amigos y familia, como sus padres y su hermano Frankie Jonas (Bonus Jonas) el 4 de julio de 2008 en el Molson Amphitheatre en Toronto, Ontario. La mayor parte de los espectáculos se vendieron a cabo en tan solo unos minutos después de que salió a la venta.[cita requerida]
El Jonas Brothers World Tour 2009 tuvo su fecha de inicio en Sudamérica. Esta vez, Demi Lovato fue la encargada de abrir escenario en esta gira.  Países como Perú, Argentina, Chile y Brasil veían por primera vez en concierto a los Jonas Brothers.[cita requerida] La gira promocionaba el disco A Little Bit Longer, y a la par, también algunas canciones sueltas de lo que fue Lines, Vines & Trying Times. El tour arrancaría en México, pero debido a los problemas con la influenza AH1N1 que atravesaba el país, los Jonas Brothers pospusieron los conciertos que tenían en México.[cita requerida]
Así, Lima se convirtió en el lugar donde arrancarían el tour. Con una fecha Sold Out, los Jonas Brothers decidieron agregar una más. El 18 de mayo, para cubrir la demanda de fanes que agotaron todas las entradas. El tour terminó el 13 de diciembre, en San Juan, Puerto Rico.
Su cuarto álbum de estudio, y el tercero con el sello discográfico de Hollywood Records, salió al mercado el día 16 de junio de 2009 mundialmente, y alcanzó el primer lugar en ventas nuevamente tanto en el Billboard 200  de Estados Unidos como en muchos países de todo el mundo, lo que lo posicionó en el número uno a nivel mundial.[cita requerida]
Finalmente, se embarcaron en una nueva gira mundial Jonas Brothers: Live in Concert, promocionando la segunda parte de la película Camp Rock 2: The Final Jam, así mismo como las series JONAS, & Jonas L.A. Teniendo de artistas invitados a Demi Lovato, y el cast de Camp Rock 2. La gira sufrió un percance cuando Demi Lovato abandonó la gira en Lima, para luego ingresar a un centro de rehabilitación, siendo entonces Colombia el único lugar en el que se presentó.
La gira comenzó el 7 de agosto del 2010 en Tinley Park, Estados Unidos y finalizó el 18 de noviembre, en Abu Dabi, Emiratos Árabes Unidos.[cita requerida]

### 2012-2013:Vy separación
A principios de mayo anunciaron su separación del sello discográfico Hollywood Records, quién fue su casa discográfica durante 6 años y fundan Jonas Enterprises. En octubre se embarcaron en su nueva gira que duraría hasta el año siguiente (2013) que fue titulada Jonas Brothers World Tour 2012/2013.[cita requerida]
El 2 de abril de 2013 se lanzan el sencillo Pom Poms. Y más tarde anuncian el lanzamiento de V y otro sencillo: First time (lanzado el 18 de julio de 2013).
El 30 de octubre de 2013 anunciaron su separación definitiva en el programa de televisión estadounidense Good Morning America. Dónde su principal prioridad es la relación estrecha con sus hermanos. Nick Jonas menciona al respecto que «Sentimos que lo más adecuado era hacer nuestras propias cosas. Somos hermanos primero».[cita requerida]
En cuanto a V, lo que vendría a ser el quinto álbum de estudio, declararon que si bien tenían algunas canciones listas, no publicarían el álbum porque había algunos desacuerdos en lo que respecta al sonido de la banda. Sin embargo, se tiene planeado lanzar algunas canciones en versión studio, así mismo recopilar algunas canciones de los conciertos en vivo. Este material será lanzado solo para los que cuenten con el Team Jonas, que es el club de fanes de todo el mundo de los Jonas Brothers.[cita requerida]
El 1.º de noviembre a las 12:26 a. m. (Hora UTC-06:00) dieron el siguiente comunicado y agradecimiento a sus fanes vía Facebook:

"A nuestros queridos amigos y fans de todo el mundo:

Nos gustaría dar las GRACIAS a todos los que nos han apoyado e inspirado a través de los años, y se han quedado con nosotros en esta difícil decisión. Sentimos y apreciamos su amor. Porque han esperado tanto para tener nueva música, queremos honrar a nuestro club de fans Team Jonas dándole nuestro último álbum. Este álbum, solamente digital, contiene cuatro nuevas grabaciones que hubieran aparecido en V (que ahora quedará sin salir). Además, estamos incluyendo diez canciones en vivo que sentimos que captan la energía y emoción de nuestro último tour. Los detalles acerca de cómo conseguirlo serán dados en breve. Esperamos puedan disfrutar del álbum tanto como nosotros disfrutamos tocando para ustedes durante estos últimos 10 años. Ha sido una experiencia increíble.
Siempre serán los mejores fans del mundo.

Kevin, Joe y Nick".

### 2019-2021: Reencuentro,Chasing HappinessyHappiness Begins
El 28 de febrero de 2019, los Jonas Brothers anunciaron su regreso a través de las redes sociales. El 1 de marzo lanzaron su nuevo sencillo, «Sucker», bajo el sello discográfico Republic Records. Aparecieron en The Late Late Show with James Corden cada noche del 4 al 7 de marzo para promocionar la pista. La canción debutó en el número uno en las listas de Billboard Hot 100 y US Hot Digital Songs, con 88 000 copias vendidas en su primera semana, convirtiéndose en la primera canción número uno de los Jonas Brothers y el primer número uno por una banda de chicos en la tabla desde 2003 con «Bump, Bump, Bump» de B2K. Fue la primera entrada de la banda en la lista desde «Pom Poms» de 2013 y su primer top 10 desde «Tonight» de 2008. Los Jonas Brothers también se convirtieron en el segundo grupo en la historia en debutar con una canción en el número uno después de «I Don't Wanna Miss a Thing» de Aerosmith y el primer grupo en este siglo en lograr esto.[cita requerida]

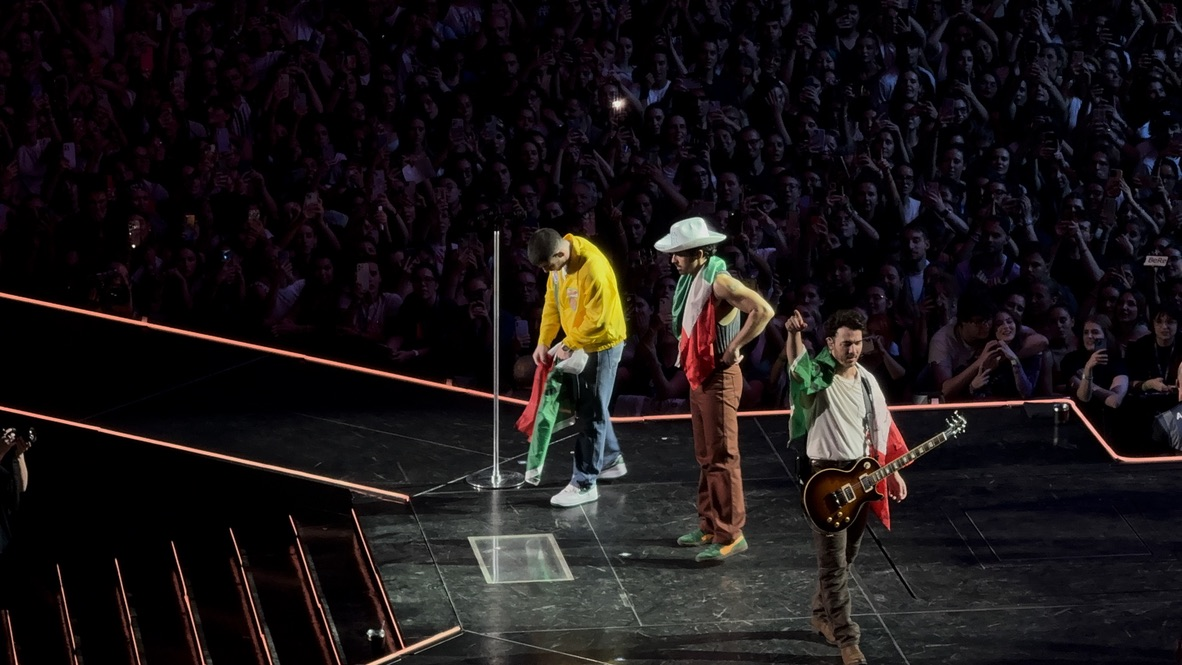
Jonas Brothers en Milán, durante el Jonas Brothers: Five Albums. One Night. The World Tour.

En el número del 13 de abril de 2019, «Sucker» se convirtió en el primer top 10 de los Jonas en el Dance/Mix Show Airplay, subiendo del puesto 20 al 6 en su tercera semana de lanzamiento. El 5 de abril, el grupo lanzó el segundo sencillo, «Cool». El 22 de abril de 2019, la banda anunció su próximo álbum, Happiness Begins, que fue lanzado el 7 de junio de 2019. Tres días antes, estrenaron en Prime Video Jonas Brothers: Chasing Happiness, un documental original de la plataforma de VOD que hace un repaso de los acontecimientos vividos desde los comienzos de la banda hasta su regreso. El 23 de noviembre de 2021, el grupo estrenó Jonas Brothers: Family Roast en la plataforma de streaming Netflix.[cita requerida]

### 2023: Sexto álbum de estudio, estrella en el Paseo de la Fama
El 30 de enero de 2023 los hermanos recibieron la 2,745 estrella del Paseo de la fama de Hollywood ubicada en 7060, Hollywood Boulevard.
En enero de 2023, mientras aparecía en The Kelly Clarkson Show, Nick Jonas anunció que el nuevo álbum de la banda estaba terminado. También dijo que planean salir de gira más adelante en 2023.Durante la ceremonia de entrega de la estrella en el Paseo de la fama de Hollywood, la banda anunció que el nuevo álbum saldrá el 5 de mayo de 2023 y se llamará The Album.
El 7 de julio de 2023, lanzaron su sencillo «Do It Like That», esto es una colaboración del grupo surcoreano Tomorrow X Together de su álbum de estudio debut The Name Chapter: Freefall.El 17 de Julio, Busted lanzó su sencillo «Year 3000 2.0», que presentan a la banda de The Jonas Brothers es una colaboración para celebra el 20 aniversario de la banda británica Busted. El sencillo está incluida en el álbum recopilatorio Greatest Hits 2.0.El 10 de noviembre, se lanzó el sencillo «Strong Enough» es una colaboración con el cantautor Bailey Zimmerman.

## Miembros de la banda

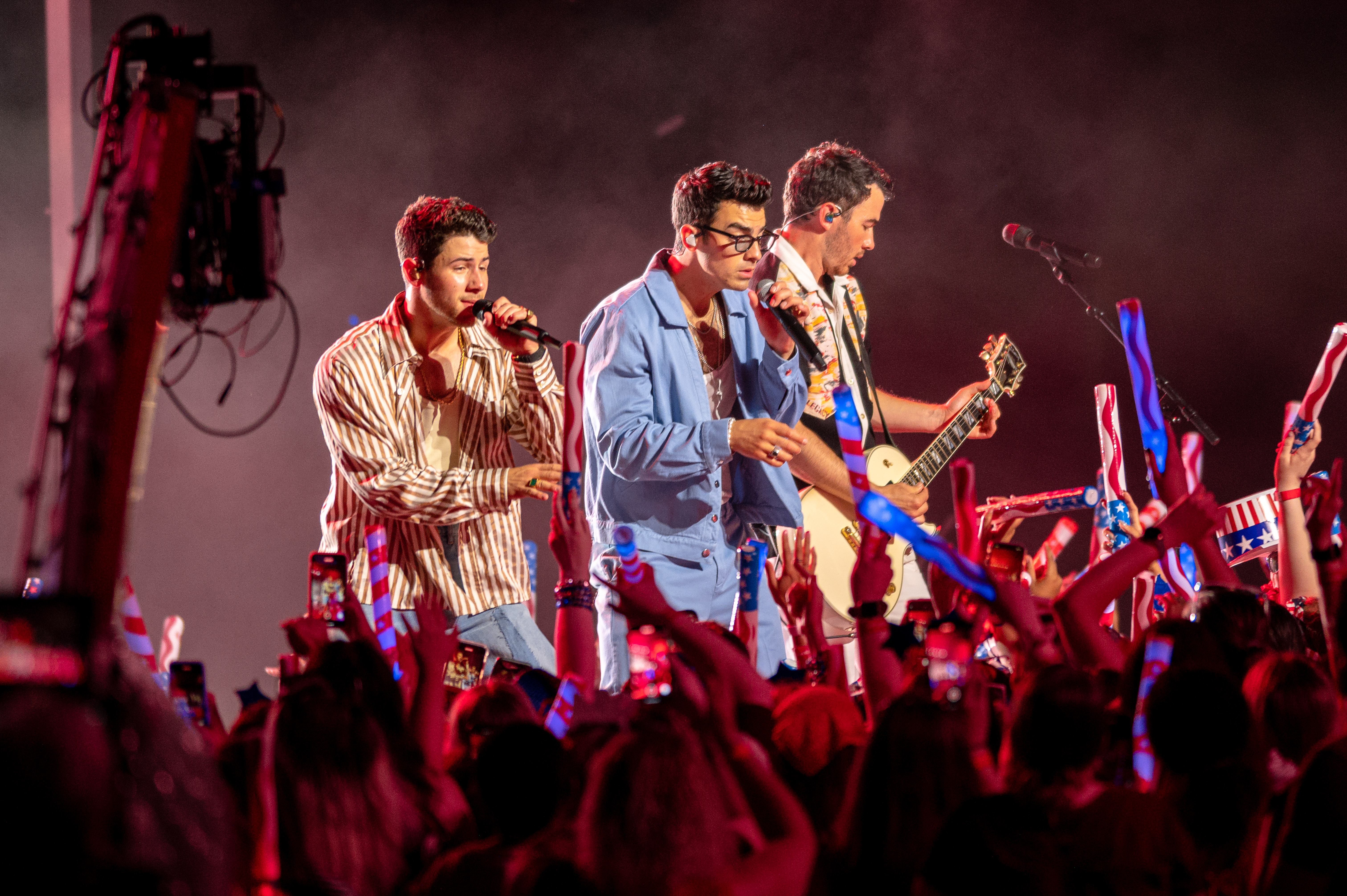
Jonas Brothers actuado en el año 2021.

### Miembros fijos
- Kevin Jonas - Guitarra, mandolina, bajo, compositor y voz de fondo. (2005-2013, 2019-presente)
- Joe Jonas - Vocalista barítono, guitarra, compositor y teclados. (2005-2013, 2019-presente)
- Nick Jonas - Vocalista tenor ligero, guitarra, teclados, compositor, batería, bajo y percusión. (2005-2013, 2019-presente)

### Miembros de gira

#### Actuales
- Greg Garbowsky - Bajo, percusión y voz de fondo. (2005-2013, 2019-presente)
- Jack Lawless - Batería y percusión. (2006-2013, 2019-presente)

#### Antiguos
- John Lloyd Taylor - Guitarra y voz de fondo. (2005-2013)
- Alexander Noyes - Batería. (2005-2006)
- Ryan Liestman - Teclados, guitarra, voz de fondo y banjo. (2008-2013)
- Paris Carney-Garbowsky - Voz de fondo, percusión y guitarra. (2010-2013)
- Megan Mullins - Violín y voz de fondo. (2010-2013)
- Marcus Kincy - Teclados. (2012-2013)

## Filmografía

### Películas
| Año  | Título                                                    | Personaje                            | Notas         |
| ---- | --------------------------------------------------------- | ------------------------------------ | ------------- |
| 2008 | Camp Rock                                                 | Connect 3 (Shane, Nate y Jason Gray) | Protagonistas |
| 2008 | Hannah Montana & Miley Cyrus: Best of Both Worlds Concert | Ellos mismos                         | Invitados     |
| 2009 | Jonas Brothers: The 3D Concert Experience                 | Ellos mismos                         | Protagonistas |
| 2009 | Night at the Museum: Battle of the Smithsonian            | Querubines                           | Cameo         |
| 2010 | Camp Rock 2: The Final Jam                                | Connect 3 (Shane, Nate y Jason Gray) | Protagonistas |
| 2020 | Happiness Continues: A Jonas Brothers Concert Film        | Ellos mismos                         | Protagonistas |

### Televisión
| Año       | Título                             | Personaje                   | Notas |
| --------- | ---------------------------------- | --------------------------- | --- |
| 2007      | Hannah Montana                     | Ellos mismos                | Invitados 1 episodio, serie de TV Disney Channel                                                                          |
| 2008–2010 | Jonas Brothers: Living the Dream   | Ellos mismos                | Ellos mismos |
| 2008      | Camp Rock                          | Shane, Nate & Jason Gray    | Protagonistas, película de TV Disney Channel                                                                              |
| 2008      | Disney Channel Games               | Ellos mismos / Concursantes | 5 episodios; hicieron parte de los 3 equipos: Nick (rojo), Joe (verde) y Kevin (amarillo)                                 |
| 2008      | Jonas Brothers: Live in London     | Ellos mismos                | Documental de TV |
| 2008      | Jonas Brothers: Band in a Bus      | Ellos mismos                | Documental de TV |
| 2008      | Jonas Brothers: Live & Mobile      | Ellos mismos                | Documental de TV |
| 2009      | Extreme Makeover: Home Edition     | Ellos mismos                | Invitados 1 episodio, reality show de TV                                                                                  |
| 2009      | Atrévete a soñar                   | Ellos mismos                | Invitados especiales, telenovela juvenil                                                                                  |
| 2009      | MuchMusic Video Awards             | Ellos mismos                | Coanfitriones |
| 2009      | Teen Choice Awards                 | Ellos mismos                | Coanfitriones |
| 2009–2010 | Jonas                              | Joe, Nick & Kevin Lucas     | Protagonistas, serie de TV Disney Channel                                                                                 |
| 2010      | Camp Rock 2: The Final Jam         | Shane, Nate & Jason Gray    | Protagonistas, película de TV Disney Channel                                                                              |
| 2011      | Jonas Brothers: The Journey        | Ellos mismos                | Documental de TV |
| 2012–2013 | Married to Jonas                   | Ellos mismos                | Reality show de TV E! |
| 2019      | Songland                           | Ellos mismos                | Invitados 1 Episodio, serie de TV                                                                                         |
| 2019      | Brad Paisley Thinks He's Special   | Ellos mismos                | Brad Paisley con Kelsea Ballerini, Darius Rucker, Peyton Manning, Kimberly Williams-Paisley, Tim McGraw, Carrie Underwood |
| 2020      | The Voice                          | Ellos mismos                | Nick (Entrenador; temporada 18 y 20), Joe & Kevin (asesores del Team Nick en la temporada 18)                             |
| 2020      | Dash & Lily                        | Ellos mismos                | Invitados 1 episodio, serie de TV                                                                                         |
| 2021      | Olympic Dreams with Jonas Brothers | Ellos mismos                | Invitados, especial de TV                                                                                                 |
| 2021      | Jonas Brothers Family Roast        | Ellos mismos                | Especial de TV Netflix |

### Documentales Web
| Año  | Título                            | Rol          | Notas                                                    |
| ---- | --------------------------------- | ------------ | -------------------------------------------------------- |
| 2009 | KSM: Read Between the Lines       | Ellos mismos | Invitados, 1 Episodio: "Hangin' with the Jonas Brothers" |
| 2017 | Demi Lovato: Simply Complicated   | Ellos mismos | Invitados, película documental                           |
| 2019 | Jonas Brothers: Chasing Happiness | Ellos mismos | Protagonistas, película documental Prime Video           |

## Discografía

### Álbumes de estudio
- 2006: It's About Time
- 2007: Jonas Brothers
- 2008: A Little Bit Longer
- 2009: Lines, Vines and Trying Times
- 2019: Happiness Begins
- 2023: The Album
- 2025: Greetings from Your Hometown

### Álbumes recopilatorios
- 2009: Be Mine
- 2019: Music from Chasing Happiness
- 2023: The Family Business

### Bandas sonoras
- 2008: Camp Rock
- 2009: Music from the 3D Concert Experience
- 2010: Camp Rock 2: The Final Jam

### Álbumes en Vivo
- 2009: Music from the 3D Concert Experience
- 2009: Live: Walmart Soundcheck
- 2013: LiVe
- 2025: Live from the O2 London

### Sencillos
| Año  | Sencillo                                                   | Álbum                               |
| ---- | ---------------------------------------------------------- | ----------------------------------- |
| 2005 | «Mandy»                                                    | It's About Time                     |
| 2007 | «Year 3000»                                                | Jonas Brothers                      |
| 2007 | «Hold On»                                                  | Jonas Brothers                      |
| 2007 | «S.O.S.»                                                   | Jonas Brothers                      |
| 2007 | «Kids of the Future»                                       | Meet the Robinsons / Jonas Brothers |
| 2008 | «When You Look Me in the Eyes»                             | Jonas Brothers                      |
| 2008 | «Burnin' Up»                                               | A Little Bit Longer                 |
| 2008 | «Lovebug»                                                  | A Little Bit Longer                 |
| 2009 | «Tonight»                                                  | A Little Bit Longer                 |
| 2009 | «Paranoid»                                                 | Lines, Vines and Trying Times       |
| 2009 | «Fly With Me»                                              | Lines, Vines and Trying Times       |
| 2009 | «Keep it Real»                                             | Lines, Vines and Trying Times       |
| 2009 | «Bounce»                                                   | Sin álbum                           |
| 2009 | «Send It On» (con Miley Cyrus, Demi Lovato & Selena Gomez) | Sin álbum                           |
| 2010 | «L.A. Baby (Where Dreams Are Made Of)»                     | Jonas L.A.                          |
| 2011 | «Pom Poms»                                                 | LiVe                                |
| 2011 | «First Time»                                               | LiVe                                |
| 2019 | «Sucker»                                                   | Happiness Begins                    |
| 2019 | «Cool»                                                     | Happiness Begins                    |
| 2019 | «Only Human»                                               | Happiness Begins                    |
| 2019 | «Like It's Christmas»                                      | Sin álbum                           |
| 2020 | «What a Man Gotta Do»                                      | Sin álbum                           |
| 2020 | «X» (con Karol G)                                          | Sin álbum                           |
| 2020 | «Five More Minutes»                                        | Sin álbum                           |
| 2020 | «I Need You Christmas»                                     | Sin álbum                           |
| 2021 | «Leave Before You Love Me» (con Marshmello)                | Sin álbum                           |
| 2021 | «Remember This»                                            | Sin álbum                           |
| 2021 | «Who's in your Head»                                       | Sin álbum                           |
| 2023 | «Wings»                                                    | The Album                           |
| 2023 | «Do It Like That» (con Tomorrow X Together)                | Sin álbum                           |
| 2023 | «Strong Enough» (con Bailey Zimmerman)                     | Sin álbum                           |
| 2025 | «Slow Motion» (con Marshmello)                             | Sin álbum                           |
| 2025 | «Love me to Heaven»                                        | Greetings from Your Hometown        |

## Giras

### Giras de conciertos
| Año       | Número de Conciertos | Título                                                   |
| --------- | -------------------- | -------------------------------------------------------- |
| 2005      | 16                   | «Jonas Brothers Fall 2005 Promo Tour»                    |
| 2006      | 28                   | «Jonas Brothers American Club Tour»                      |
| 2007      | 46                   | «Marvelous Party Tour»                                   |
| 2008      | 39                   | «Look Me in the Eyes Tour»                               |
| 2008      | 48                   | «Burnin' Up Tour»                                        |
| 2009      | 86                   | «Jonas Brothers World Tour 2009»                         |
| 2010      | 47                   | «Jonas Brothers Live in Concert World Tour 2010»         |
| 2012-2013 | 54                   | «Jonas Brothers World Tour 2012/2013»                    |
| 2019-2020 | 75                   | «Happiness Begins Tour»                                  |
| 2021-2022 | 43                   | «Remember This Tour»                                     |
| 2023-2024 | 106                  | «Jonas Brothers: Five Albums. One Night. The World Tour» |
| 2025      | 43                   | «Jonas20: Greetings from your Hometown Tour»             |

### Residencias
| Año       | Número de Conciertos | Título                         |
| --------- | -------------------- | ------------------------------ |
| 2022-2023 | 11                   | «Jonas Brothers Live in Vegas» |
| 2023      | 5                    | «Jonas Brothers on Broadway»   |

## Publicaciones
- 2008: Burning Up: On Tour with the Jonas Brothers: ISBN 978-1423120292
- 2019: BLOOD: ISBN 978-1250257420